# Mondrian (informática)
Mondrian es un servidor OLAP escrito en Java. Permite analizar grandes cantidades de datos almacenados en bases de datos SQL de una forma interactiva sin necesidad de escribir las sentencias que serían necesarias para ello en SQL.
Entre otras características destaca la compatibilidad con el MDX (expresiones multidimensionales) y el lenguaje de consulta XML (XMLA) para análisis y olap4j.